# 山本郡
- 令制国一覧 > 東山道 > 羽後国 > 山本郡
- 日本 > 秋田県 > 山本郡

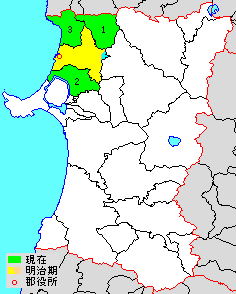
秋田県山本郡の範囲（1.藤里町 2.三種町 3.八峰町 水色：後に他郡から編入した区域）

山本郡（やまもとぐん）は、秋田県（出羽国・羽後国）の郡。本項では旧称の檜山郡（ひやまぐん）についても述べる。
人口21,740人、面積764.25km²、人口密度28.4人/km²。（2025年2月1日、推計人口）
以下の3町を含む。
- 藤里町（ふじさとまち）
- 三種町（みたねちょう）
- 八峰町（はっぽうちょう）

## 郡域
1878年（明治11年）に行政区画として発足した当時の郡域は、上記3町に能代市の大部分（二ツ井町小繫・二ツ井町麻生を除く）を加えた区域にあたる。

## 歴史
陸奥国か出羽国か不明の河北郡として成立。旧称の檜山郡は、遅くとも天正19年（1591年）には成立していたことが「秋田家文書」に所蔵されている羽柴秀吉から湊安藤太郎あての知行宛行状により確認できるが成立年は不明。「秋田湊氏文書」、「南部世譜」、「新羅之記録」（松前氏の家譜）等には、永享4年（1432年）に檜山城の修築の記事が見え、康正2年（1456年）頃には津軽十三湊から南部氏に追われて蝦夷島に逃れていた安東氏下国家の政季と嫡子忠季が河北地方の葛西秀清を滅ぼし一帯を領有し、明応4年（1495年）檜山城の築城を完成させたことが記載されていることから、15世紀半ば以前は河北郡と呼ばれていたと思われる当地方に15世紀頃に成立したと見られている。この時点での河北郡＝檜山郡の領域は、現在の南秋田郡である馬場目川以北で現青森県西津軽郡深浦町までを含んでいたと推定されている。
戦国時代後期に入ると秋田郡を領する安東氏の一族である上国家（湊家）に後嗣がなく断絶の危機を迎えたため、檜山下国家の安東愛季が湊家をも継承して安東家を統合した。これにより秋田郡と檜山郡は同一の大名の領国となり、更に陸奥国比内郡の浅利氏が安東氏に滅ぼされ比内郡が秋田郡に併合されたことにより、出羽国の北部郡域が確定した。
関ヶ原の戦い後、安東氏は常陸国宍戸に移され、入れ替わりに常陸から佐竹氏が入部すると、檜山城には佐竹家臣の小場義成、次いで多賀谷氏が入り、一国一城令によって檜山城が破却された後も館構えに変わったものの所預として明治維新まで続いた。寛文4年（1664年）、佐竹氏により檜山郡は山本郡と改称された。同時に旧来の山本郡（仙北山本郡）は仙北郡に改称されている。このような郡名の混乱の原因は、副川神社（国内最北の式内社）の比定地を政治的な理由により変更した佐竹氏の神社行政にあると見る見解がある。

### 近代以降の沿革
- 幕末時点では出羽国に所属し、全域が久保田藩領であった。「旧高旧領取調帳」に記載されている明治初年時点に存在した村は以下の通り。（2町72村）

能代町、塙村、畑谷村、田中村、強坂村、鳥形村、沼田村、高野々村、水沢村、目名潟村、八森村、岩館村、朴瀬村、真壁地村、吹越村、荷八田村、石川村、稲子沢村、内荒巻村、外荒巻村、栗山村、飛根村、鶴形村、駒形村、久喜沢村、槐村、常盤村、外割田村、天内村、矢坂村、大沢村、藤琴村、粕毛村、仁鮒村、小掛村、田代村、薄井村、比井野村、梅内村、荷上場村、種村、切石村、鵜川村、芦崎村、富岡新田村、大口村、浅内村、久米岡新田村、川尻村、浜田村、上岩川村、鯉川村、鹿渡村、天瀬川村、金光寺村、森岡村、外岡村、豊岡村、下岩川村、河戸川村、檜山町、大内田村、機織村、仁井田村、扇田村、鰔淵村、向能代村、落合村、須田村、竹生村、坂形村、比八田村、小手萩村、太良鉱山
- 明治元年12月7日（1869年1月19日） - 出羽国が分割され、本郡は羽後国の所属となる。
- 明治4年
  - 1月13日（1871年3月3日） - 久保田藩が改称して秋田藩となる。
  - 7月14日（1871年8月19日） - 廃藩置県により藩領が秋田県となる。
  - 11月2日（1871年12月13日） - 第1次府県統合により秋田県の管轄となる。
- 明治9年（1876年）（2町67村）
  - 強坂村枝郷の小土村が独立し、残部は鳥形村と合併して坂形村となる。
  - 薄井村・比井野村が合併して二ツ井村となる。
  - 金光寺村・豊岡村が合併して豊岡金田村となる。
  - 大内田村・機織村・仁井田村が合併して三合村となる。
  - 稲子沢村が石川村に合併。
- 明治10年（1877年）
  - 栗山村・小土村が合併して磐村となる。（2町66村）
  - 三合村が榊村に改称。
- 明治11年（1878年）12月23日 - 郡区町村編制法の秋田県での施行により行政区画としての山本郡が発足。郡役所を能代上町に設置。

### 町村制施行後の沿革

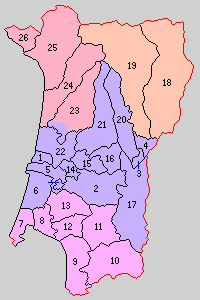
1.能代港町 2.檜山町 3.二ツ井村 4.荷上場村 5.榊村 6.浅内村 7.浜口村 8.鵜川村 9.鹿渡村 10.上岩川村 11.下岩川村 12.森岡村 13.金岡村 14.扇淵村 15.鶴形村 16.富根村 17.響村 18.藤琴村 19.粕毛村 20.種梅村 21.常盤村 22.東雲村 23.塙川村 24.沢目村 25.八森村 26.岩館村（紫：能代市 桃：三種町 赤：八峰町 橙：藤里町）

- 明治22年（1889年）4月1日 - 町村制の施行により以下の村が発足。（2町24村）
  - 能代港町 ← 能代25町[4]（現・能代市）
  - 檜山町 ← 檜山町［一部[5]を除く］、大森村[6]、中沢村、母体村、田床内村（現・能代市）
  - 二ツ井村（単独村制、現・能代市）
  - 荷上場村 ← 荷上場村、加護山[7]（現・能代市）
  - 榊村（単独村制、現・能代市）
  - 浅内村 ← 浅内村、河戸川村（現・能代市）
  - 浜口村 ← 浜田村、大口村、芦崎村（現・三種町）
  - 鵜川村 ← 鵜川村、富岡新田村、川尻村、久米岡新田村（現・三種町）
  - 鹿渡村 ← 鹿渡村、鯉川村、天瀬川村（現・三種町）
  - 上岩川村（単独村制、現・三種町）
  - 下岩川村（単独村制、現・三種町）
  - 森岳村（単独村制、現・三種町）[8]
  - 金岡村 ← 豊岡金田村、外岡村、志戸橋村[9]（現・三種町）
  - 扇淵村 ← 扇田村、鰔淵村（現・能代市）
  - 鶴形村（単独村制、現・能代市）
  - 富根村 ← 飛根村、駒形村（現・能代市）
  - 響村 ← 仁鮒村、小掛村、切石村、田代村、檜山町［一部[5]］（現・能代市）
  - 藤琴村 ← 藤琴村、大沢村、太良鉱山（現・藤里町）
  - 粕毛村 ← 粕毛村、矢坂村（現・藤里町）
  - 種梅村 ← 種村、梅内村（現・能代市）
  - 常盤村 ← 常盤村、天内村、外割田村、槐村、久喜沢村（現・能代市）
  - 東雲村 ← 朴瀬村、荷八田村、吹越村、真壁地村、向能代村、落合村、須田村、竹生村、磐村（現・能代市）
  - 塙川村 ← 塙村、石川村、畑谷村、小手萩村、内荒巻村（現・八峰町）、比八田村、外荒巻村（現・能代市）、坂形村（現・能代市、八峰町）
  - 沢目村 ← 水沢村、目名潟村、沼田村、田中村、高野々村（現・八峰町）
  - 八森村（単独村制、現・八峰町）
  - 岩館村（単独村制、現・八峰町）
- 明治24年（1891年）4月1日 - 郡制を施行。
- 明治35年（1902年）
  - 6月4日 - 二ツ井村が町制施行して二ツ井町となる。（3町23村）
  - 10月10日 - 森岳村（もりおかむら）が改称して森岳村（もりたけむら）となる。
- 大正12年（1923年）4月1日 - 郡会が廃止。郡役所は存続。
- 大正15年（1926年）7月1日 - 郡役所が廃止。以降は地域区分名称となる。
- 昭和7年（1932年）1月1日 - 鹿渡村が町制施行して鹿渡町となる。（4町22村）
- 昭和15年（1940年）10月1日 - 能代港町・榊村・東雲村が合併して能代市が発足し、郡より離脱。（3町20村）
- 昭和17年（1942年）4月1日 - 扇淵村が能代市に編入。（3町19村）
- 昭和29年（1954年）10月1日 - 八森村・岩館村が合併して八森町が発足。（4町17村）
- 昭和30年（1955年）
  - 3月25日 - 二ツ井町・荷上場村・富根村・種梅村が合併し、改めて二ツ井町が発足。（4町14村）
  - 3月31日 - 藤琴村・粕毛村が合併して藤里村が発足。（4町13村）
  - 4月1日（3町5村） 
    - 檜山町・浅内村・鶴形村・常盤村が能代市に編入。
    - 塙川村・沢目村が合併して峰浜村が発足。
    - 鹿渡町・上岩川村が合併して琴丘町が発足。
    - 浜口村・鵜川村が合併して八竜村が発足。
    - 森岳村・金岡村・下岩川村が合併して山本村が発足。

  - 10月1日 - 北秋田郡鷹巣町の旧七座村の一部（小繫・麻生）を二ツ井町に編入する。
  - 12月25日 - 響村が二ツ井町に編入。（3町4村）
- 昭和32年（1957年）6月20日 - 峰浜村のうち旧村域（比八田・外荒巻および坂形）の一部が能代市に編入。
- 昭和37年（1962年）9月1日 - 山本村が町制施行して山本町となる。（4町3村）
- 昭和38年（1963年）11月1日 - 藤里村が町制施行して藤里町となる。（5町2村）
- 昭和40年（1965年）9月1日 - 八竜村が町制施行して八竜町となる。（6町1村）
- 平成18年（2006年）
  - 3月20日 - 八竜町・山本町・琴丘町が合併して三種町が発足。（4町1村）
  - 3月21日 - 二ツ井町が能代市と合併し、改めて能代市が発足、郡より離脱。（3町1村）
  - 3月27日 - 八森町・峰浜村が合併して八峰町が発足。（3町）

### 変遷表
| 明治以前     | 明治以前     | 明治初年 - 明治22年 | 明治初年 - 明治22年     | 明治22年 4月1日 町村制施行 | 明治22年 - 昭和19年          | 昭和20年 - 昭和34年                  | 昭和20年 - 昭和34年             | 昭和35年 - 昭和64年         | 平成元年 - 現在        | 現在   |
| ------------ | ------------ | ------------------- | ----------------------- | -------------------------- | ---------------------------- | ------------------------------------ | ------------------------------- | --------------------------- | ---------------------- | ------ |
| 藤琴村       | 藤琴村       | 藤琴村              | 藤琴村                  | 藤琴村                     | 藤琴村                       | 昭和30年3月31日 藤里村               | 昭和30年3月31日 藤里村          | 昭和38年11月1日 町制 藤里町 | 藤里町                 | 藤里町 |
| 大沢村       | 大沢村       | 大沢村              | 大沢村                  | 藤琴村                     | 藤琴村                       | 昭和30年3月31日 藤里村               | 昭和30年3月31日 藤里村          | 昭和38年11月1日 町制 藤里町 | 藤里町                 | 藤里町 |
| 太良鉱山     | 太良鉱山     | 太良鉱山            | 太良鉱山                | 藤琴村                     | 藤琴村                       | 昭和30年3月31日 藤里村               | 昭和30年3月31日 藤里村          | 昭和38年11月1日 町制 藤里町 | 藤里町                 | 藤里町 |
| 粕毛村       | 粕毛村       | 粕毛村              | 粕毛村                  | 粕毛村                     | 粕毛村                       | 昭和30年3月31日 藤里村               | 昭和30年3月31日 藤里村          | 昭和38年11月1日 町制 藤里町 | 藤里町                 | 藤里町 |
| 矢坂村       | 矢坂村       | 矢坂村              | 矢坂村                  | 粕毛村                     | 粕毛村                       | 昭和30年3月31日 藤里村               | 昭和30年3月31日 藤里村          | 昭和38年11月1日 町制 藤里町 | 藤里町                 | 藤里町 |
| 八森村       | 八森村       | 八森村              | 八森村                  | 八森村                     | 八森村                       | 昭和29年10月1日 八森町               | 昭和29年10月1日 八森町          | 八森町                      | 平成18年3月27日 八峰町 | 八峰町 |
| 岩館村       | 岩館村       | 岩館村              | 岩館村                  | 岩館村                     | 岩館村                       | 昭和29年10月1日 八森町               | 昭和29年10月1日 八森町          | 八森町                      | 平成18年3月27日 八峰町 | 八峰町 |
| 水沢村       | 水沢村       | 水沢村              | 水沢村                  | 沢目村                     | 沢目村                       | 昭和30年4月1日 峰浜村                | 峰浜村                          | 峰浜村                      | 平成18年3月27日 八峰町 | 八峰町 |
| 目名潟村     | 目名潟村     | 目名潟村            | 目名潟村                | 沢目村                     | 沢目村                       | 昭和30年4月1日 峰浜村                | 峰浜村                          | 峰浜村                      | 平成18年3月27日 八峰町 | 八峰町 |
| 沼田村       | 沼田村       | 沼田村              | 沼田村                  | 沢目村                     | 沢目村                       | 昭和30年4月1日 峰浜村                | 峰浜村                          | 峰浜村                      | 平成18年3月27日 八峰町 | 八峰町 |
| 田中村       | 田中村       | 田中村              | 田中村                  | 沢目村                     | 沢目村                       | 昭和30年4月1日 峰浜村                | 峰浜村                          | 峰浜村                      | 平成18年3月27日 八峰町 | 八峰町 |
| 高野々村     | 高野々村     | 高野々村            | 高野々村                | 沢目村                     | 沢目村                       | 昭和30年4月1日 峰浜村                | 峰浜村                          | 峰浜村                      | 平成18年3月27日 八峰町 | 八峰町 |
| 塙村         | 塙村         | 塙村                | 塙村                    | 塙川村                     | 塙川村                       | 昭和30年4月1日 峰浜村                | 峰浜村                          | 峰浜村                      | 平成18年3月27日 八峰町 | 八峰町 |
| 石川村       | 石川村       | 明治9年 石川村      | 明治9年 石川村          | 塙川村                     | 塙川村                       | 昭和30年4月1日 峰浜村                | 峰浜村                          | 峰浜村                      | 平成18年3月27日 八峰町 | 八峰町 |
| 稲子沢村     |              | 明治9年 石川村      | 明治9年 石川村          | 塙川村                     | 塙川村                       | 昭和30年4月1日 峰浜村                | 峰浜村                          | 峰浜村                      | 平成18年3月27日 八峰町 | 八峰町 |
| 畑谷村       | 畑谷村       | 畑谷村              | 畑谷村                  | 塙川村                     | 塙川村                       | 昭和30年4月1日 峰浜村                | 峰浜村                          | 峰浜村                      | 平成18年3月27日 八峰町 | 八峰町 |
| 小手萩村     | 小手萩村     | 小手萩村            | 小手萩村                | 塙川村                     | 塙川村                       | 昭和30年4月1日 峰浜村                | 峰浜村                          | 峰浜村                      | 平成18年3月27日 八峰町 | 八峰町 |
| 内荒巻村     | 内荒巻村     | 内荒巻村            | 内荒巻村                | 塙川村                     | 塙川村                       | 昭和30年4月1日 峰浜村                | 峰浜村                          | 峰浜村                      | 平成18年3月27日 八峰町 | 八峰町 |
| 鳥形村       | 鳥形村       | 明治9年 坂形村      | 明治9年 坂形村          | 塙川村                     | 塙川村                       | 昭和30年4月1日 峰浜村                | 峰浜村                          | 峰浜村                      | 平成18年3月27日 八峰町 | 八峰町 |
| 比八田村     | 比八田村     | 比八田村            | 比八田村                | 塙川村                     | 塙川村                       | 昭和30年4月1日 峰浜村                | 昭和32年6月20日 能代市に編入    | 能代市                      | 平成18年3月21日 能代市 | 能代市 |
| 外荒巻村     | 外荒巻村     | 外荒巻村            | 外荒巻村                | 塙川村                     | 塙川村                       | 昭和30年4月1日 峰浜村                | 昭和32年6月20日 能代市に編入    | 能代市                      | 平成18年3月21日 能代市 | 能代市 |
| 強坂村       | 強坂村       | 明治9年 坂形村      | 明治9年 坂形村          | 塙川村                     | 塙川村                       | 昭和30年4月1日 峰浜村                | 昭和32年6月20日 能代市に編入    | 能代市                      | 平成18年3月21日 能代市 | 能代市 |
| 強坂村       | 強坂村       | 明治9年 分立 小土村 | 明治10年 磐村           | 東雲村                     | 昭和15年10月1日 能代市       | 能代市                               | 能代市                          | 能代市                      | 平成18年3月21日 能代市 | 能代市 |
| 栗山村       | 栗山村       | 栗山村              | 明治10年 磐村           | 東雲村                     | 昭和15年10月1日 能代市       | 能代市                               | 能代市                          | 能代市                      | 平成18年3月21日 能代市 | 能代市 |
| 荷八田村     | 荷八田村     | 荷八田村            | 荷八田村                | 東雲村                     | 昭和15年10月1日 能代市       | 能代市                               | 能代市                          | 能代市                      | 平成18年3月21日 能代市 | 能代市 |
| 吹越村       | 吹越村       | 吹越村              | 吹越村                  | 東雲村                     | 昭和15年10月1日 能代市       | 能代市                               | 能代市                          | 能代市                      | 平成18年3月21日 能代市 | 能代市 |
| 真壁地村     | 真壁地村     | 真壁地村            | 真壁地村                | 東雲村                     | 昭和15年10月1日 能代市       | 能代市                               | 能代市                          | 能代市                      | 平成18年3月21日 能代市 | 能代市 |
| 向能代村     | 向能代村     | 向能代村            | 向能代村                | 東雲村                     | 昭和15年10月1日 能代市       | 能代市                               | 能代市                          | 能代市                      | 平成18年3月21日 能代市 | 能代市 |
| 落合村       | 落合村       | 落合村              | 落合村                  | 東雲村                     | 昭和15年10月1日 能代市       | 能代市                               | 能代市                          | 能代市                      | 平成18年3月21日 能代市 | 能代市 |
| 須田村       | 須田村       | 須田村              | 須田村                  | 東雲村                     | 昭和15年10月1日 能代市       | 能代市                               | 能代市                          | 能代市                      | 平成18年3月21日 能代市 | 能代市 |
| 竹生村       | 竹生村       | 竹生村              | 竹生村                  | 東雲村                     | 昭和15年10月1日 能代市       | 能代市                               | 能代市                          | 能代市                      | 平成18年3月21日 能代市 | 能代市 |
| 朴瀬村       | 朴瀬村       | 朴瀬村              | 朴瀬村                  | 東雲村                     | 昭和15年10月1日 能代市       | 能代市                               | 能代市                          | 能代市                      | 平成18年3月21日 能代市 | 能代市 |
| 能代25町     | 能代25町     | 能代25町            | 能代25町                | 能代港町                   | 昭和15年10月1日 能代市       | 能代市                               | 能代市                          | 能代市                      | 平成18年3月21日 能代市 | 能代市 |
| 大内田村     | 大内田村     | 明治9年 三合村      | 明治10年 改称 榊村      | 榊村                       | 昭和15年10月1日 能代市       | 能代市                               | 能代市                          | 能代市                      | 平成18年3月21日 能代市 | 能代市 |
| 機織村       |              | 明治9年 三合村      | 明治10年 改称 榊村      | 榊村                       | 昭和15年10月1日 能代市       | 能代市                               | 能代市                          | 能代市                      | 平成18年3月21日 能代市 | 能代市 |
| 仁井田村     |              | 明治9年 三合村      | 明治10年 改称 榊村      | 榊村                       | 昭和15年10月1日 能代市       | 能代市                               | 能代市                          | 能代市                      | 平成18年3月21日 能代市 | 能代市 |
| 扇田村       | 扇田村       | 扇田村              | 扇田村                  | 扇淵村                     | 昭和17年4月1日 能代市に編入  | 能代市                               | 能代市                          | 能代市                      | 平成18年3月21日 能代市 | 能代市 |
| 鰔淵村       | 鰔淵村       | 鰔淵村              | 鰔淵村                  | 扇淵村                     | 昭和17年4月1日 能代市に編入  | 能代市                               | 能代市                          | 能代市                      | 平成18年3月21日 能代市 | 能代市 |
| 浅内村       | 浅内村       | 浅内村              | 浅内村                  | 浅内村                     | 浅内村                       | 昭和30年4月1日 能代市に編入          | 能代市                          | 能代市                      | 平成18年3月21日 能代市 | 能代市 |
| 河戸川村     | 河戸川村     | 河戸川村            | 河戸川村                | 浅内村                     | 浅内村                       | 昭和30年4月1日 能代市に編入          | 能代市                          | 能代市                      | 平成18年3月21日 能代市 | 能代市 |
| 鶴形村       | 鶴形村       | 鶴形村              | 鶴形村                  | 鶴形村                     | 鶴形村                       | 昭和30年4月1日 能代市に編入          | 能代市                          | 能代市                      | 平成18年3月21日 能代市 | 能代市 |
| 常盤村       | 常盤村       | 常盤村              | 常盤村                  | 常盤村                     | 常盤村                       | 昭和30年4月1日 能代市に編入          | 能代市                          | 能代市                      | 平成18年3月21日 能代市 | 能代市 |
| 天内村       | 天内村       | 天内村              | 天内村                  | 常盤村                     | 常盤村                       | 昭和30年4月1日 能代市に編入          | 能代市                          | 能代市                      | 平成18年3月21日 能代市 | 能代市 |
| 外割田村     | 外割田村     | 外割田村            | 外割田村                | 常盤村                     | 常盤村                       | 昭和30年4月1日 能代市に編入          | 能代市                          | 能代市                      | 平成18年3月21日 能代市 | 能代市 |
| 槐村         | 槐村         | 槐村                | 槐村                    | 常盤村                     | 常盤村                       | 昭和30年4月1日 能代市に編入          | 能代市                          | 能代市                      | 平成18年3月21日 能代市 | 能代市 |
| 久喜沢村     | 久喜沢村     | 久喜沢村            | 久喜沢村                | 常盤村                     | 常盤村                       | 昭和30年4月1日 能代市に編入          | 能代市                          | 能代市                      | 平成18年3月21日 能代市 | 能代市 |
| 檜山町       | 一部を除く   | 檜山町              | 檜山町                  | 檜山町                     | 檜山町                       | 昭和30年4月1日 能代市に編入          | 能代市                          | 能代市                      | 平成18年3月21日 能代市 | 能代市 |
| 檜山町       | 一部         | 檜山町              | 檜山町                  | 響村                       | 響村                         | 響村                                 | 昭和30年12月25日 二ツ井町に編入 | 二ツ井町                    | 平成18年3月21日 能代市 | 能代市 |
| 仁鮒村       | 仁鮒村       | 仁鮒村              | 仁鮒村                  | 響村                       | 響村                         | 響村                                 | 昭和30年12月25日 二ツ井町に編入 | 二ツ井町                    | 平成18年3月21日 能代市 | 能代市 |
| 小掛村       | 小掛村       | 小掛村              | 小掛村                  | 響村                       | 響村                         | 響村                                 | 昭和30年12月25日 二ツ井町に編入 | 二ツ井町                    | 平成18年3月21日 能代市 | 能代市 |
| 切石村       | 切石村       | 切石村              | 切石村                  | 響村                       | 響村                         | 響村                                 | 昭和30年12月25日 二ツ井町に編入 | 二ツ井町                    | 平成18年3月21日 能代市 | 能代市 |
| 田代村       | 田代村       | 田代村              | 田代村                  | 響村                       | 響村                         | 響村                                 | 昭和30年12月25日 二ツ井町に編入 | 二ツ井町                    | 平成18年3月21日 能代市 | 能代市 |
| 薄井村       | 薄井村       | 明治9年 二ツ井村    | 明治9年 二ツ井村        | 二ツ井村                   | 明治35年6月4日 町制 二ツ井町 | 昭和30年3月25日 二ツ井町             | 昭和30年3月25日 二ツ井町        | 二ツ井町                    | 平成18年3月21日 能代市 | 能代市 |
| 比井野村     |              | 明治9年 二ツ井村    | 明治9年 二ツ井村        | 二ツ井村                   | 明治35年6月4日 町制 二ツ井町 | 昭和30年3月25日 二ツ井町             | 昭和30年3月25日 二ツ井町        | 二ツ井町                    | 平成18年3月21日 能代市 | 能代市 |
| 荷上場村     | 荷上場村     | 荷上場村            | 荷上場村                | 荷上場村                   | 荷上場村                     | 昭和30年3月25日 二ツ井町             | 昭和30年3月25日 二ツ井町        | 二ツ井町                    | 平成18年3月21日 能代市 | 能代市 |
| 加護山       | 加護山       | 加護山              | 加護山                  | 荷上場村                   | 荷上場村                     | 昭和30年3月25日 二ツ井町             | 昭和30年3月25日 二ツ井町        | 二ツ井町                    | 平成18年3月21日 能代市 | 能代市 |
| 飛根村       | 飛根村       | 飛根村              | 飛根村                  | 富根村                     | 富根村                       | 昭和30年3月25日 二ツ井町             | 昭和30年3月25日 二ツ井町        | 二ツ井町                    | 平成18年3月21日 能代市 | 能代市 |
| 駒形村       | 駒形村       | 駒形村              | 駒形村                  | 富根村                     | 富根村                       | 昭和30年3月25日 二ツ井町             | 昭和30年3月25日 二ツ井町        | 二ツ井町                    | 平成18年3月21日 能代市 | 能代市 |
| 種村         | 種村         | 種村                | 種村                    | 種梅村                     | 種梅村                       | 昭和30年3月25日 二ツ井町             | 昭和30年3月25日 二ツ井町        | 二ツ井町                    | 平成18年3月21日 能代市 | 能代市 |
| 梅内村       | 梅内村       | 梅内村              | 梅内村                  | 種梅村                     | 種梅村                       | 昭和30年3月25日 二ツ井町             | 昭和30年3月25日 二ツ井町        | 二ツ井町                    | 平成18年3月21日 能代市 | 能代市 |
| 秋田郡小繫村 | 秋田郡小繫村 | 秋田郡 小繫村       | 明治11年 北秋田郡小繫村 | 北秋田郡 七座村 の一部     | 北秋田郡七座村 の一部        | 昭和30年4月1日 北秋田郡鷹巣町 の一部 | 昭和30年10月1日 二ツ井町に編入  | 二ツ井町                    | 平成18年3月21日 能代市 | 能代市 |
| 秋田郡麻生村 | 秋田郡麻生村 | 秋田郡 麻生村       | 明治11年 北秋田郡麻生村 | 北秋田郡 七座村 の一部     | 北秋田郡七座村 の一部        | 昭和30年4月1日 北秋田郡鷹巣町 の一部 | 昭和30年10月1日 二ツ井町に編入  | 二ツ井町                    | 平成18年3月21日 能代市 | 能代市 |
| 鹿渡村       | 鹿渡村       | 鹿渡村              | 鹿渡村                  | 鹿渡村                     | 昭和7年1月1日 町制 鹿渡町    | 昭和30年4月1日 琴丘町                | 昭和30年4月1日 琴丘町           | 琴丘町                      | 平成18年3月20日 三種町 | 三種町 |
| 鯉川村       | 鯉川村       | 鯉川村              | 鯉川村                  | 鹿渡村                     | 昭和7年1月1日 町制 鹿渡町    | 昭和30年4月1日 琴丘町                | 昭和30年4月1日 琴丘町           | 琴丘町                      | 平成18年3月20日 三種町 | 三種町 |
| 天瀬川村     | 天瀬川村     | 天瀬川村            | 天瀬川村                | 鹿渡村                     | 昭和7年1月1日 町制 鹿渡町    | 昭和30年4月1日 琴丘町                | 昭和30年4月1日 琴丘町           | 琴丘町                      | 平成18年3月20日 三種町 | 三種町 |
| 上岩川村     | 上岩川村     | 上岩川村            | 上岩川村                | 上岩川村                   | 上岩川村                     | 昭和30年4月1日 琴丘町                | 昭和30年4月1日 琴丘町           | 琴丘町                      | 平成18年3月20日 三種町 | 三種町 |
| 森岡村       | 森岡村       | 森岡村              | 森岡村                  | 森岡村                     | 明治35年10月10日 改称 森岳村 | 昭和30年4月1日 山本村                | 昭和30年4月1日 山本村           | 昭和37年9月1日 町制 山本町  | 平成18年3月20日 三種町 | 三種町 |
| 下岩川村     | 下岩川村     | 下岩川村            | 下岩川村                | 下岩川村                   | 下岩川村                     | 昭和30年4月1日 山本村                | 昭和30年4月1日 山本村           | 昭和37年9月1日 町制 山本町  | 平成18年3月20日 三種町 | 三種町 |
| 金光寺村     | 金光寺村     | 明治9年 豊岡金田村  | 明治9年 豊岡金田村      | 金岡村                     | 金岡村                       | 昭和30年4月1日 山本村                | 昭和30年4月1日 山本村           | 昭和37年9月1日 町制 山本町  | 平成18年3月20日 三種町 | 三種町 |
| 豊岡村       |              | 明治9年 豊岡金田村  | 明治9年 豊岡金田村      | 金岡村                     | 金岡村                       | 昭和30年4月1日 山本村                | 昭和30年4月1日 山本村           | 昭和37年9月1日 町制 山本町  | 平成18年3月20日 三種町 | 三種町 |
| 外岡村       | 外岡村       | 外岡村              | 外岡村                  | 金岡村                     | 金岡村                       | 昭和30年4月1日 山本村                | 昭和30年4月1日 山本村           | 昭和37年9月1日 町制 山本町  | 平成18年3月20日 三種町 | 三種町 |
| 志戸橋村     | 志戸橋村     | 志戸橋村            | 志戸橋村                | 金岡村                     | 金岡村                       | 昭和30年4月1日 山本村                | 昭和30年4月1日 山本村           | 昭和37年9月1日 町制 山本町  | 平成18年3月20日 三種町 | 三種町 |
| 浜田村       | 浜田村       | 浜田村              | 浜田村                  | 浜口村                     | 浜口村                       | 昭和30年4月1日 八竜村                | 昭和30年4月1日 八竜村           | 昭和40年9月1日 町制 八竜町  | 平成18年3月20日 三種町 | 三種町 |
| 大口村       | 大口村       | 大口村              | 大口村                  | 浜口村                     | 浜口村                       | 昭和30年4月1日 八竜村                | 昭和30年4月1日 八竜村           | 昭和40年9月1日 町制 八竜町  | 平成18年3月20日 三種町 | 三種町 |
| 芦崎村       | 芦崎村       | 芦崎村              | 芦崎村                  | 浜口村                     | 浜口村                       | 昭和30年4月1日 八竜村                | 昭和30年4月1日 八竜村           | 昭和40年9月1日 町制 八竜町  | 平成18年3月20日 三種町 | 三種町 |
| 鵜川村       | 鵜川村       | 鵜川村              | 鵜川村                  | 鵜川村                     | 鵜川村                       | 昭和30年4月1日 八竜村                | 昭和30年4月1日 八竜村           | 昭和40年9月1日 町制 八竜町  | 平成18年3月20日 三種町 | 三種町 |
| 富岡新田村   | 富岡新田村   | 富岡新田村          | 富岡新田村              | 鵜川村                     | 鵜川村                       | 昭和30年4月1日 八竜村                | 昭和30年4月1日 八竜村           | 昭和40年9月1日 町制 八竜町  | 平成18年3月20日 三種町 | 三種町 |
| 川尻村       | 川尻村       | 川尻村              | 川尻村                  | 鵜川村                     | 鵜川村                       | 昭和30年4月1日 八竜村                | 昭和30年4月1日 八竜村           | 昭和40年9月1日 町制 八竜町  | 平成18年3月20日 三種町 | 三種町 |
| 久米岡新田村 | 久米岡新田村 | 久米岡新田村        | 久米岡新田村            | 鵜川村                     | 鵜川村                       | 昭和30年4月1日 八竜村                | 昭和30年4月1日 八竜村           | 昭和40年9月1日 町制 八竜町  | 平成18年3月20日 三種町 | 三種町 |

## 市町村合併
当初、藤里町を除く山本郡6町村は能代市と合併新市を誕生させる予定であったが、新市名を「白神市」に決定すると青森県で猛反発が起こり、秋田県側でも異論が相次いだ。そのため「白神市」案は撤回することになったものの、代わる名称として能代市が市民アンケートの結果から「能代市」を提案すると6町村が拒否し、能代市は協議会から離脱した。
6町村は能代市抜きでの合併を目指したが、八森町、峰浜村が飛び地となるため合併は頓挫した。能代市は協議への復帰と新市名の再公募提案を申し入れたが、『能代市を信用することはできない』として拒絶され、合併協議会自体の解散に至った。その後、「能代・二ツ井」「南部3町」「北部2町村」の三つに分かれて合併協議会が発足し、それぞれ能代市・三種町・八峰町となった。

## 行政
歴代郡長
| 代 | 氏名 | 就任年月日                 | 退任年月日                | 備考                   |
| -- | ---- | -------------------------- | ------------------------- | ---------------------- |
| 1  |      | 明治11年（1878年）12月23日 |                           |                        |
|    |      |                            | 大正15年（1926年）6月30日 | 郡役所廃止により、廃官 |